# Paraneetroplus maculicauda
Paraneetroplus maculicauda är en fiskart som först beskrevs av Regan, 1905.  Paraneetroplus maculicauda ingår i släktet Paraneetroplus och familjen Cichlidae. Inga underarter finns listade i Catalogue of Life.